# Guido di Canossa (podestà)

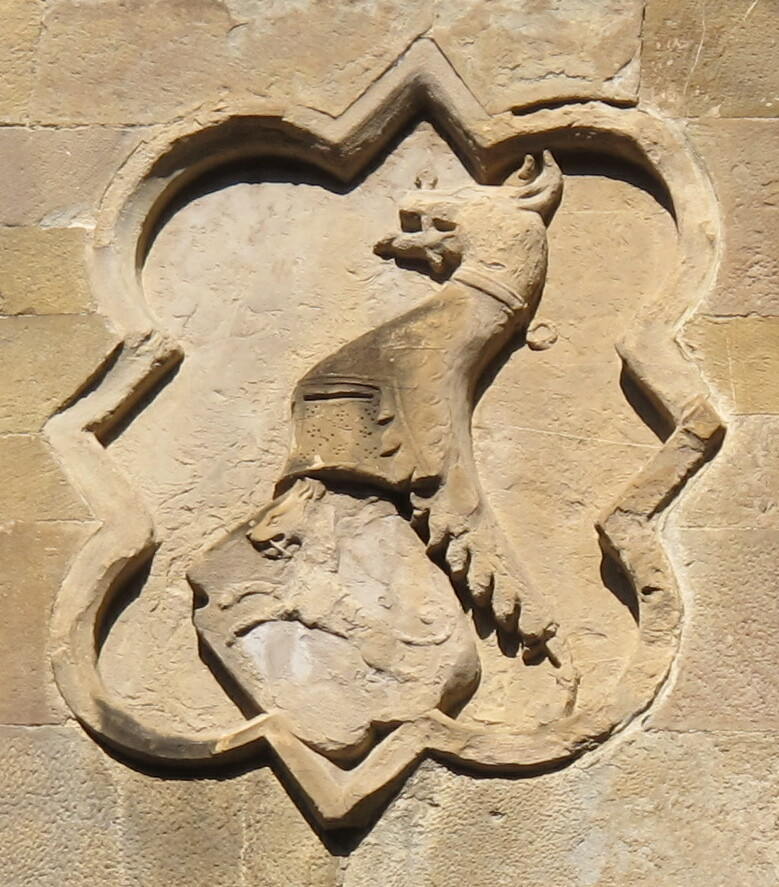
Firenze, cortile Museo del Bargello, stemma del podestà Guido di Canossa.

Guido di Canossa (Reggio Emilia, XV secolo – ...) è stato un politico italiano, fu podestà di Firenze nel 1382.